# Bisetocreagris parva
Espèce
Bisetocreagris parva est une espèce de pseudoscorpions de la famille des Neobisiidae.

## Distribution
Cette espèce est endémique du Zhejiang en Chine. Elle se rencontre dans le xian de Tonglu.

## Description
Les mâles mesurent de 1,53 à 1,61 mm et les femelles de 1,61 à 1,82 mm.

## Publication originale
- Guo & Zhang, 2017 : Two new species of Bisetocreagris Ćurčić, 1983 (Pseudoscorpiones: Neobisiidae) from China. Acta Zoologica Academiae Scientiarum Hungaricae, vol. 63, no 1, p. 71-82 (texte intégral).